# Scatonomus lauropalui
Scatonomus lauropalui är en skalbaggsart som beskrevs av Maria Aparecida Vulcano och Guido Pereira 1973. Scatonomus lauropalui ingår i släktet Scatonomus och familjen bladhorningar. Inga underarter finns listade i Catalogue of Life.